# Ophiodermella inermis
Ophiodermella inermis är en snäckart som först beskrevs av Reeve 1843.  Ophiodermella inermis ingår i släktet Ophiodermella och familjen kägelsnäckor. Inga underarter finns listade i Catalogue of Life.